# Syndiamesa edwardsi
Syndiamesa edwardsi är en tvåvingeart som först beskrevs av Félix Pagast 1947.  Syndiamesa edwardsi ingår i släktet Syndiamesa och familjen fjädermyggor. Inga underarter finns listade i Catalogue of Life.